# Nigel Llong
Nigel James Llong est un joueur de cricket et arbitre anglais né le 11 février 1969 à Ashford dans le Kent. 
Il joue avec le Kent de 1990 à 1999. Il arbitre sa première rencontre internationale en 2005.